# عبد الله بن علي آل ثاني
عبد الله بن علي بن عبد الله آل ثاني (1957م -) هو الابن التاسع لحاكم قطر السابق الشيخ علي بن عبد الله آل ثاني وحفيد حاكم قطر عبد الله بن جاسم آل ثاني، وأخو الشيخ أحمد بن علي آل ثاني. من كبار شخصيات أسرة آل ثاني. أسس اتحاد الفروسية في قطر، وترأسه منذ بدايته عام 1979م حتى عام 1988م. وهو من المهتمين والمحبين لرياضة الهجن، ومن الشخصيات البارزة في الأعمال الحرة والعقارات.

## توقيفه
في مقطع فيديو تم تداوله على شبكة الإنترنت في ینایر 2018، ظهر عبد الله بن علي جالسا على كرسي وهو يقول «أخاف أن يحصل لي مكروه ويلقون باللوم على قطر» وأضاف في مقطع الفيديو «أنا موجود الآن في أبو ظبي، كنت ضيفا عند (ولي عهد أبو ظبي الشيخ محمد بن زايد آل نهيان).. الآن لم أعد في وضع ضيافة إنما في وضعية احتجاز». وحمل عبد الله آل ثاني ولي عهد أبو ظبي مسؤولية أي شيء يحدث له.

## العائلة
- علي بن عبد الله بن علي آل ثاني.
- محمد بن عبد الله بن علي آل ثاني.
- سعود بن عبد الله بن علي آل ثاني.
- حمد بن عبد الله بن علي آل ثاني.